# Гимн Республики Корея
«Эгукка» (кор. 애국가?, 愛國歌?) — гимн Республики Корея. Название в переводе с корейского языка значит «патриотическая песня».

## История
Автор слов гимна неизвестен, но есть версия, что им является Юн Чхихо, директор Пхеньянской школы.
Исполнялся при открытии «Арки независимости» в Сеуле в ноябре 1896 года. После потери суверенитета Правительство Кореи в изгнании сделало «Эгукка» национальным гимном.
15 августа 1948 года, на церемонии празднования Дня основания Южной Кореи, музыка к гимну была заменена на написанную в 1936 году корейским композитором Ан Иктхэ. До этого музыкой служил мотив шотландской народной песни «Auld Lang Syne».

## Текст гимна
| Корейский оригинал (хангыль) | Смешанное письмо | Транскрипция Концевича                                                                          | Дословный перевод | Художественный перевод                                                                             |
| --- | --- | ----------------------------------------------------------------------------------------------- | --- | -------------------------------------------------------------------------------------------------- |
| 1 동해 물과 백두산이 마르고 닳도록 하느님이 보우하사 우리나라 만세. 무궁화 삼천리 화려 강산 대한 사람, 대한으로 길이 보전하세.     | 一 東海물과 白頭山이 마르고 닳도록 하느님이 保佑하사 우리나라 萬歲 無窮花 三千里 華麗江山 大韓사람 大韓으로 길이 保全하세     | 1 куплет Тонхэ мульгва Пэктусани марыго тальдорок Ханыними поухаса ури нара мансе               | Пока не высохнут воды Восточного моря, Пока с лица земли не сотрётся Пэктусан, Бережёт Господь наш народ.                 | Пока не высох океан, белеет Пэктусан, Всевышний бережет тебя, Моя Корея-Мансе!                     |
| 후렴 무궁화 삼천리 화려 강산, 대한 사람, 대한으로 길이 보전하세.                                                                   | 후렴: 無窮花 三千里 華麗 江山, 大韓 사람, 大韓으로 길이 保全하세.                                                             | Припев: Мугунхва самчхолли хварё кансан Тэхан сарам Тэханыро кири поджонхасе                    | Три тысячи ли прекрасных рек и гор Покрыты цветущим гибискусом. Великий корейский народ, Не сворачивай с Корейского Пути! | Мугунхвы ряд длинный, Красу лесов и рек И предков наших вольный дух Храни в стране вовек!          |
| 2 남산 위에 저 소나무, 철갑을 두른 듯 바람 서리 불변함은 우리 기상일세. 무궁화 삼천리 화려 강산 대한 사람, 대한으로 길이 보전하세. | 二 南山 위에 저 소나무 鐵甲을 두른 듯 바람 서리 不變함은 우리 氣像일세 無窮花 三千里 華麗江山 大韓사람 大韓으로 길이 保全하세 | 2 куплет Намсан вие чо сонаму чхольгабыль турын тыт Парам сори пульбёнхамын ури кисанъильсе     | Как вековая сосна на горе Намсан Сопротивляется ветрам и снегам, Непреклонен наш дух.                                     | Как та сосна, что на горе пронзает панцирь скал, В борьбе невзгоды побеждать — таков характер наш. |
| 3 가을 하늘 공활한데 높고 구름 없이 밝은 달은 우리 가슴 일편단심일세. 무궁화 삼천리 화려 강산 대한 사람, 대한으로 길이 보전하세.   | 三 가을 하늘 空豁한데 높고 구름 없이 밝은 달은 우리 가슴 一片丹心일세 無窮花 三千里 華麗江山 大韓사람 大韓으로 길이 保全하세  | 3 куплет Каыль ханыль конхварханде нопко курым опси Пальгын тарын ури касым ильпхён тансимильсе | В наших верных и стойких сердцах Высокое безоблачное осеннее небо И яркая луна.                                           | Осенний небосвод высок и воздух чист и свеж, Родная ясная луна, любовь хранит для всех.            |
| 4 이 기상과 이 맘으로 충성을 다하여 괴로우나 즐거우나 나라 사랑하세. 무궁화 삼천리 화려 강산 대한 사람, 대한으로 길이 보전하세.    | 四 이 氣像과 이 맘으로 忠誠을 다하여 괴로우나 즐거우나 나라 사랑하세 無窮花 三千里 華麗江山 大韓사람 大韓으로 길이 保全하세   | 4 куплет И кисангва и мамыро чхунсоныль тахаё Квероуна чыльгоуна нара саранхасе                 | С таким духом и такими сердцами Мы верны Родине и в скорби, и в радости!                                                  | Всем сердцем, преданной душой, страну свою люби, И в радости, и в горя час ей верность ты храни!   |